# International Wheelchair Rugby Cup
International Wheelchair Rugby Cup（インターナショナル・ウィルチェアー・ラグビー・カップ、略称：IWRC）は、その第1回大会として、15人制ラグビー国際大会ラグビーワールドカップ2023の一部として、ラグビーユニオンを統括するワールドラグビー、ラグビーワールドカップ、ラグビーワールドカップ2023フランス組織委員会、そしてフランス障がい者スポーツ連盟との提携のもと、フランスの首都パリで行われた。直訳すると「国際車いすラグビーカップ」となるが、日本車いすラグビー連盟は訳さずに英語表記のまま使用している。
2023年10月、ワールドラグビー最高経営責任者のアラン・ギルピン（Alan Gilpin）は、「国際車いすラグビーカップをラグビーワールドカップの一部として開催できることを誇りに思う。ラグビーを包括的なスポーツとして展開することは非常に重要なことだ」と大会後にコメントしている。

## 大会

### 2023 International Wheelchair Rugby Cup（パリ大会）
- 略称は「IWRC2023」[6][7]。
- 2023年10月18日 - 22日、15人制ラグビーワールドカップフランス大会の決勝トーナメント期間に、パリで行われた。日本のほか、オーストラリア・カナダ・フランス・イギリス・アメリカ・デンマーク・ニュージーランドの8チームが参加した。
- フランス国内のさまざまな都市でワールドカップの試合が行われたが、パリではワールドカップの試合は行われず、この車いすラグビーの開催都市となった。
- パリは、翌年に2024年パリパラリンピックが開催される。
- 日本代表は、4チームずつによるプール戦を1位で突破。準決勝で48-52でオーストラリアに敗れ、3位決定戦で50-49でフランスに勝利し、3位となった。優勝はオーストラリア、準優勝はカナダ[2]。